# Julius Diez

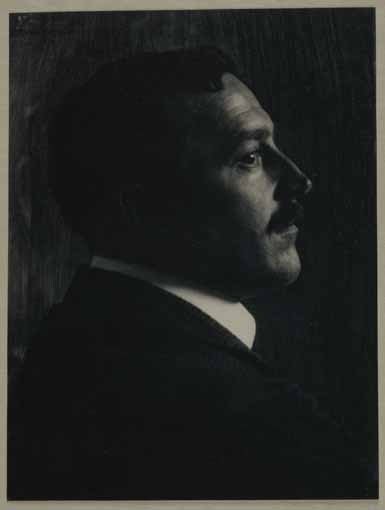
Julius Diez (1907)

Julius Diez (geboren 18. September 1870 in Nürnberg; gestorben 15. Mai 1957 in München) war ein deutscher Maler, Grafiker, Zeichner und Radierer. Er war ein vielseitiger Künstler und arbeitete mit leuchtenden und auf dekorative Wirkung ausgerichteten Farben. Zu seinem Werk zählen auch Kunstgewerbe, Medaillen, Plaketten und Exlibris.

## Leben
Julius Diez war der Sohn eines Kaufmanns und der Neffe des Malers Wilhelm von Diez. Er studierte an der Kunstgewerbeschule München und an der Kunstakademie München bei Gabriel von Hackl und Rudolf von Seitz. An beiden Instituten lehrte er später selbst als Professor.
Schon in jungen Jahren war Diez Mitarbeiter und einer der Hauptillustratoren der Zeitschrift Die Jugend, arbeitete aber auch für die Zeitschrift Simplicissimus. Für den Verlag Schafstein & Co. (später Schaffstein) illustrierte er das Bilderbuch Miaulina (1902) und fertigte Bilder zu Knecht Ruprecht, Hänschen an den Weihnachtsmann und Der getreue Eckart. 1904 nahm Julius Diez an der ersten Ausstellung des Deutschen Künstlerbundes im Königlichen Kunstausstellungsgebäude am Königsplatz in München teil, mit Im Irrgarten (Pastell), Der Kuppler (Aquarell), Der ungebetene Gast (Farbstiftzeichnung) und der farbigen Zeichnung Nasse Liebe. Im Jahr darauf gewann er einen von zwei zweiten Preisen bei der Ausschreibung von Reklameentwürfen für Gemeinschaftswerbung der Schokoladenfabrik Stollwerck und der Sektkellerei Henkell.
Diez lehrte von 1904 bis 1907 an der Damenakademie des Münchner Künstlerinnenvereins (Komposition), ab 1908 an der Kunstgewerbeschule München und ab 1925 an der Münchner Kunstakademie, deren zweiter Präsident er war. Julius Diez war Mitglied im Deutschen Künstlerbund. Außerdem war er Präsident der Münchner Sezession. Zeitweise arbeitete er mit Richard Dehmel zusammen.
Im Mosaiksaal, dem ehemaligen Grünen oder Handwerkersaal des Neuen Rathauses in Hannover, findet sich in der schwarzen Marmorvertäfelung ein dreiteiliges Mosaikbild (Triptychon) eines Handwerker-Triumphzuges im Jugendstil, in der Mitte untertitelt mit „Handwerk hat goldenen Boden“, rechts mit der Werkstattsignatur „MOSAIK RAUECKER MÜNCHEN“ nach einer zeichnerischen Vorlage von Julius Diez. Dort gegenüber entstanden nach seinen Karton-Vorlagen verteilt auf drei Lünetten die Glasmosaike „Handwerkerzug“.
1906 entwarf er die Mosaiken "Frankonia" und "Norica" für den neuen Hauptbahnhof seiner Heimatstadt Nürnberg.
Ein 1913 gefertigtes Triptychon befindet sich an der Stirnseite des Treppenhauses des Botanischen Instituts der Universität München am Botanischen Garten Nymphenburg. Der Aufgabe des Gebäudes entsprechend ist es Litteris et floribus [der Wissenschaft und der Pflanzenwelt] gewidmet. Julius Diez entwarf 1929 das Erinnerungszeichen an den 60. Geburtstag von Kronprinz Rupprecht von Bayern.
1939 und 1941 war Diez auf der Großen Deutschen Kunstausstellung in München mit zwei Ölgemälden vertreten. Dabei erwarb Adolf Hitler 1939 das Gemälde Genoveva für 3500 RM.

## Schüler
Zu Diez’ Schülern gehörten Karl Heinz Dallinger, Eduard Ege, Franz Paul Glass, Eugen Maria Cordier, Max Lacher, Winold Reiss und Oswald Voh.

## Ehrungen
- 1927: Bayerischer Maximiliansorden für Wissenschaft und Kunst
- 1953: Großes Verdienstkreuz der Bundesrepublik Deutschland